# Cyclosa norihisai
Cyclosa norihisai Tanikawa, 1992 è un ragno appartenente alla famiglia Araneidae.

## Etimologia
Il nome proprio della specie è in onore del collezionista giapponese Norihisa Tanaka, di Yokohama.

## Caratteristiche
L'olotipo femminile e i paratipi rinvenuti sono di dimensioni: cefalotorace lungo 1,58-1,88 mm, largo 1,26-1,56 mm; opistosoma lungo 2,49-4,50 mm, largo 1,71-2,35 mm.

## Distribuzione
La specie è stata reperita in Giappone e in Cina. Le località giapponesi sono: sulle isole Chichijima e Hahajima, presso Ogasawara, nella prefettura di Tokyo.

## Tassonomia
Al 2014 non sono note sottospecie e dal 2012 non sono stati esaminati nuovi esemplari.